# Brigitte Meyer

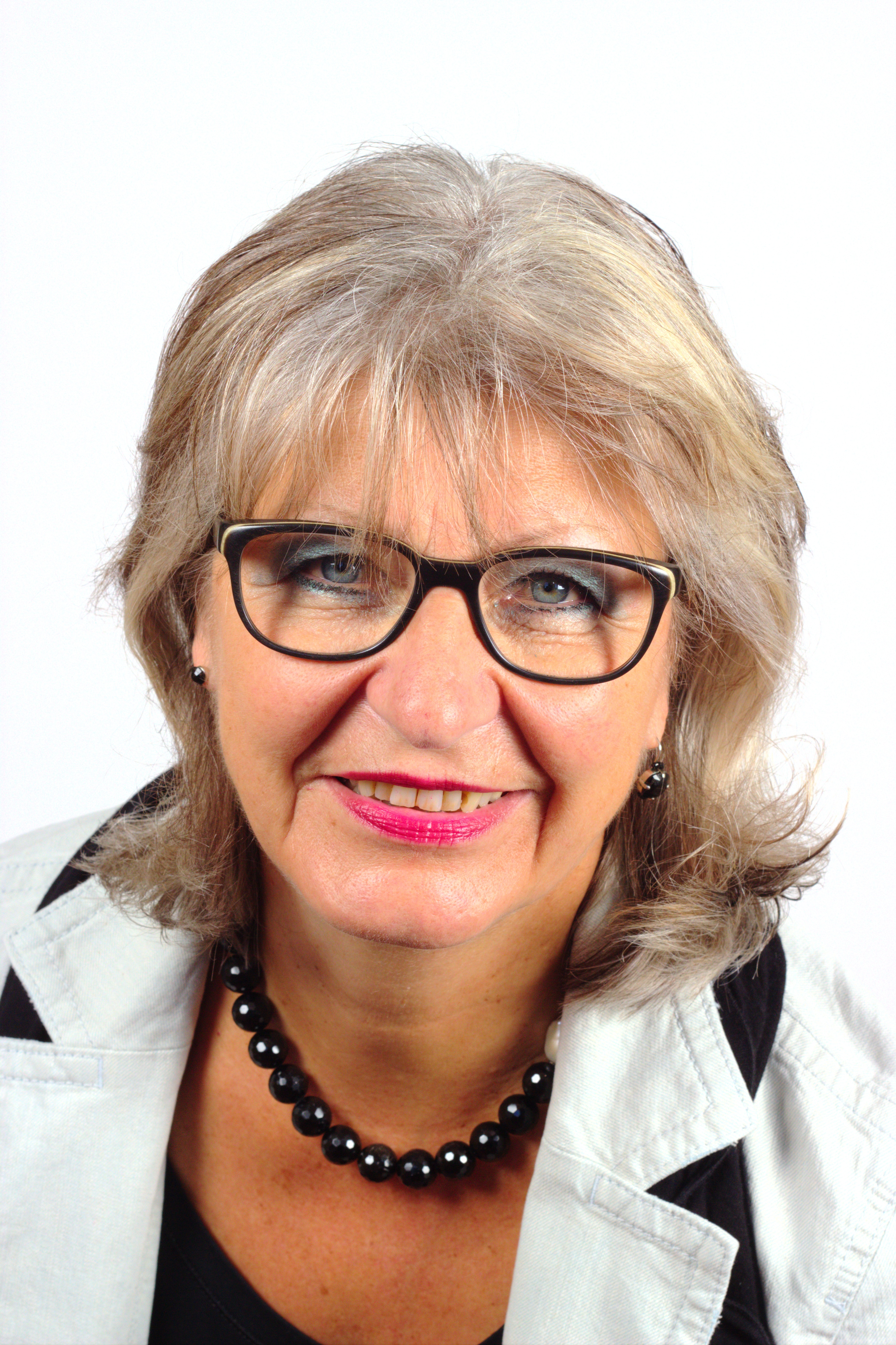
Brigitte Meyer 2012

Brigitte Meyer (* 24. Dezember 1947 in Bayreuth) ist bayerische Politikerin der FDP.

## Privates und Berufliches
Meyer ist Fachlehrerin für Musik und Werken. Sie ist verheiratet und war bis zur Geburt ihres zweiten Kindes in einer Realschule als Beamtin tätig. Nach der Geburt gab sie ihren Status als Beamtin auf Lebenszeit zugunsten der Kindererziehung auf.

## Öffentliche Ämter
Von 1990 bis 2009 war sie Mitglied des Kreistages von Aichach-Friedberg und gab das Amt auf, als es mit dem Landtagsmandat nicht mehr vereinbar war. Von 1996 bis 2008 war Frau Meyer hauptberufliche Bürgermeisterin von Merching und damit die erste und bis heute auch einzige Frau in einem Bürgermeisteramt im Landkreis Aichach-Friedberg.
Bei der Landtagswahl am 28. September 2008 zog sie über die Parteiliste im Wahlkreis Schwaben in den Bayerischen Landtag ein. Sie war Vorsitzende des Ausschusses für Soziales, Familie und Arbeit, und auch in dieser Funktion die erste Frau.
Bei der Landtagswahl 2013 kandidierte Brigitte Meyer nicht erneut und schied somit aus dem bayerischen Landtag aus.
Seit Dezember 2013 ist Brigitte Meyer Vizepräsidentin beim Bayerischen Roten Kreuz.